# Segon setge d'Alacant de 1706
El Setge d'Alacant fou un dels episodis de la Guerra de Successió Espanyola, en la que els aliats van assetjar Alacant l'estiu de 1706.

## Antecedents
A principis de 1706, Alacant era l'única ciutat del Regne de València en mans borbòniques, i la seva ocupació era d'importància estratègica, doncs el seu port tenia bones defenses i estava situat en bona posició per abastir l'exèrcit que havia d'ocupar Madrid.
Després del fracàs d'un primer setge el gener de 1706, per cloure l'ocupació del Regne de València, tot i que el gener de 1706 Jaume Rosell de Rocamora i Ruíz, marquès de Rafal, havia recuperat Sant Joan d'Alacant, Busot, Mutxamel, el Palamó, Agost, Montfort i Novelda.

## El setge
Un estol aliat de cinc naus comandat per George Byng arriba a la badia d'Alacant el 31 de juliol de 1706 i bombardeja la ciutat durant vuit dies, fins que desembarca el regiment d'infanteria de Richard Gorges, de mil-cinc-cents homes, i cent cinquanta genets hispànics, i tres dies més tard arriba la infanteria de marina de Cartagena comandada per John Jennings, i les tropes austriacistes ocupen la ciutat el 8 d'agost amb només 30 morts i 80 ferits.
El governador militar, Daniel Mahoy es refugià al Castell de la Santa Bàrbara fins a la seva capitulació el 7 de setembre.

## Conseqüències
L'armada de John Leake es dirigí a Eivissa i Mallorca, que aconseguí prendre, però no va aconseguir conquerir Menorca, on Joan Miquel Saura Morell es revoltà sense èxit, fins a la conquesta austriacista de Menorca el 1808.
Després de la batalla d'Almansa el 25 d'abril de 1707, els austriacistes reculen en el seu domini del Regne de València, i finalment els borbònics assetgen la ciutat el 1708, les restes del Regiment d'Infanteria Ciutat d'Alacant embarca a Maó i s'integra al Regiment d'Infanteria Ahumada, i finalment la guarnició anglesa del Castell de la Santa Bàrbara es rendeix el 19 d'abril del 1709.